# Dolmen de Alberite

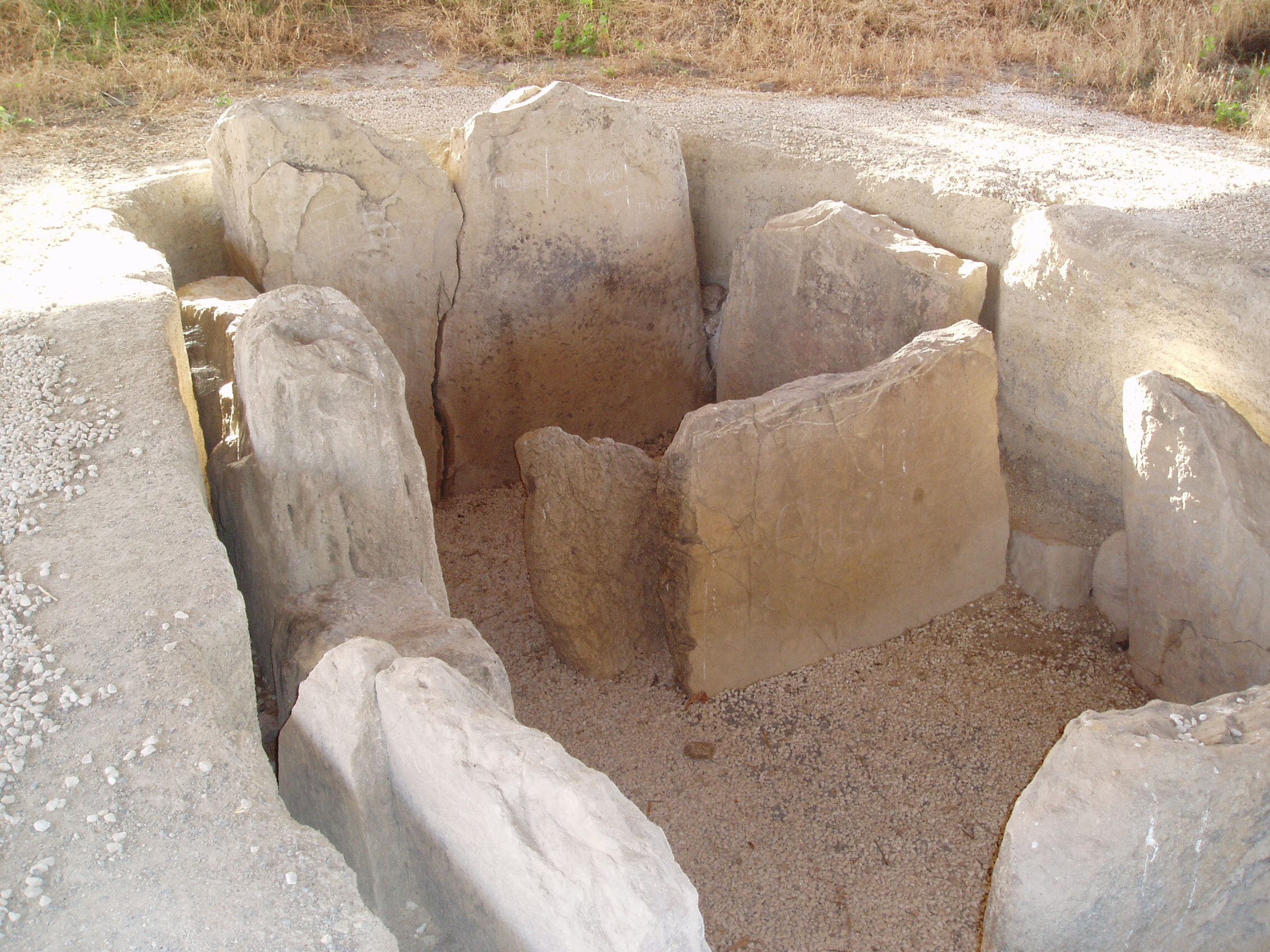
Imagen del dolmen.

El dolmen de Alberite es un dolmen que se encuentra en el término municipal de Villamartín, en la provincia de Cádiz. Ubicado dentro de la necrópolis megalítica Alberite I, fue descubierto en 1993 como consecuencia de una investigación realizada por el Servicio de Protección de la Naturaleza de la Guardia Civil el cual, tras recuperar un ajuar funerario expoliado de una tumba, localizó el lugar del expolio en el interior de la finca Alberite, junto al túmulo de piedras perteneciente a este dolmen,uno de los más antiguos de la península ibérica, pues tiene unos 6000 años.

## Excavación
La excavación del dolmen fue llevada a cabo por un equipo integrado por profesionales del Proyecto de Investigaciones Arqueológicas Guadalete y por el Área de Prehistoria de la Universidad de Cádiz, bajo la dirección de Francisco Giles Pacheco y José Ramos Muñoz.
Consta de una galería de unos 23 m de longitud segmentada con jambas y con una entrada monumental con dos ortostatos exentos. En algunas de estas enormes piedras se encuentran pinturas esquemáticas en ocre y grabados de armas, lunas, soles e incluso algún antropomorfo. Se encontraron en el interior los restos de dos individuos cuyos huesos fueron descarnados y espolvoreados con ocre. El ajuar de dichos enterramientos incluía útiles de piedra pulimentada, cuentas de collar en piedra, ámbar y conchas, una paleta para el ocre y un gran cristal de cuarzo de unos 20 cm de longitud.